# Ласер
Ласер од (енгл. Light Amplification by Stimulated Emission of Radiation) или у преводу „појачање светлости помоћу стимулисане емисије зрачења“ је извор светлосног зрачења који емитује кохерентан сноп фотона, као извор стабилан је по фреквенцији, таласној дужини и снази.</ref>  За разлику од светлости коју емитују уобичајени извори, као што су сијалице, ласерска светлост је углавном монохроматска, тј. само једне таласне дужине (боје) и усмерена је у уском снопу. Сноп је кохерентан, што значи да су електромагнетни таласи међусобно у истој фази и простиру се у истом смеру. Састављен је од резонаторске шупљине и активне средине која је испуњава. Откривен је у САД 1960. године. Претходио му је уређај базиран на сличном принципу, али функционалан у микроталасном делу спектра, тј. на знатно већим таласним дужинама него светлост, масер (енгл. Microwave Amplification by Stimulated Emission of Radiation).

## Подела ласера
Можемо извршити неколико класификација ласера:
- Према врсти материјала од којег је направљен извор
  - Чврстотелни ласери (енгл. solid state laser)
  - Гасни ласери
  - Полупроводнички ласери
  - Течни ласери
  - Хемијски ласери
  - ласери на бојама
  - ласери на парама метала
  - ласер на слободним електронима (енгл. free electron laser).
- Према режиму рада:
  - Континуални
  - Импулсни ласер
- Према врсти пумпе (побуда радне запремине) која се користи:
  - Оптички пумпан
  - Пумпан електричним путем
    - Једносмерним напоном
    - Наизменичним напоном
    - Електричним пражњењем

  - Пумпан хемијским реакцијама
  - Нуклеарно пумпан (α и β честице, продукти нуклеарних реакција, γ зрачење и неутрони)
- Према области спектра у којој емитује светлост
  - Ласери у видљивом делу спектра
  - Ласери у блиској инфрацрвеној области
  - Ласери у далекој инфрацрвеној области
  -  ласери, зрачење у X области

## Основни елементи ласера
Саставни делови ласера су:
- активна средина
- систем побуде
- резонатор

Ласер се пушта у рад тако што се укључи систем пумпе (побуда), тиме настаје инверзија насељености енергетских нивоа у атомима, чиме се стварају услови за стимулисану емисију унутар активне средине. Да би се понашао као генератор, још је потребно да ради у режиму позитивне повратне спреге, што се реализује уз помоћ резонатора.
Праг при коме ласер почиње са радом (енгл. Treshold) добијамо када појачање у резонатору компензује све остале губитке, губитке услед простирања зрака и услед појаве ласерског снопа.

## Принцип рада ласера
Ласерски зрак се производи појавом стимулисане емисије. Као први услов емисије фотона је Боров услов: тј. ласерски медијум мора имати енергетске нивое чија енергија (разлика енергија) одговара енергији емитованих фотона. Други услов је да већина атома (или молекула) буде у побуђеном стању. У ласерском медијуму могу се одигравати различити процеси интеракције електромагнетског зрачења и материје: највише долазе до изражаја апсорпција и спонтана емисија зрачења. Уколико део атома (или молекула) ласерског медијума доведемо у побуђено стање, они ће емитовати фотоне спонтаном емисијом. Ти фотони се даље могу апсорбовати на непобуђеним атомима, или изазивати стимулисану емисију на преосталим побуђеним атомима. Ласерски зрак се може произвести једино ако је стимулисана емисија израженија у односу на апсорпцију и спонтану емисију зрачења. То се постиже инверзијом насељености атома (или електрона) у ласерском медијуму: број атома у побуђеном стању мора бити већи од броја атома у основном стању.
Инверзија насељености се може постићи само у специфичним случајевима, па се само ретки материјали могу искористити као ласерски медијуми. Инверзија насељености се може постићи ако у материјалу постоји метастабилно стање. Метастабилно стање је побуђено стање у којем се атом (или молекул) задржава дуже него у нормалним побуђеним стањима. У ласерском медијуму мора постојати још барем једно побуђено стање, што са основним стањем чини систем од три енергетска нивоа - тронивоски ласер. У ласерском систему са три нивоа, атоми (молекул или електрони) се одређеним начином побуђују у побуђено стање. Побуђено стање, траје врло кратко и брзо се релаксира у нешто ниже метастабилно стање. Атоми (молекули) се не могу брзо релаксирати у основно стање, па ласерским медијумом почињу да доминирају атоми у метастабилном стању. Инверзија насељености се постиже између метастабилног и основног стања, па се ласерско деловање постиже прелазом између та два стања. Побуђено стање које се користи за попуњавање метастабилног стања не мора бити једно стање, већ се може користити низ енергетски стања.
Постоје и ласери који раде на принципу четири нивоа – четворонивоски ласери. Метастабилно стање се насељава на исти начин као и код тронивоског ласера, али инверзија насељености се постиже између метастабилног и другог побуђеног стања ниже енергије. Како се побуђено стање ниже енергије брзо релаксира и остаје празно, инверзија популације је сигурна чак и ако је побуђен релативно мали број атома у ласерском медијуму. 
Повећавањем температуре побуђена стања се почињу заузимати, што може нарушити инверзију популације. (Загревањем није могуће постићи инверзију популације.) Због тога је ласере често потребно хладити. 
Ласерски медијум је смештен између два паралелна огледала, тако да светлосни сноп који пролази између два огледала формира стојећи талас. Простор између два огледала се назива и ласерска шупљина, резонантна шупљина или резонатор, по аналогији са шупљинама које се користе у акустици приликом рада са звучним таласима. Фотони који настају спонтаном емисијом у ласерском медијуму емитују се у свим смеровима, али само они који су емитовани у смеру огледала ће се рефлектирати између та два огледала и бити заробљени у ласерској шупљини. Ти фотони, који велики број пута пролазе кроз ласерски медијум, ће изазивати стимулисану емисију, приликом проласка близу атома у метастабилним стањима у ласерском медијуму. Једно од два огледала се обично направи тако да нема коефицијент рефлексије 100%, већ да пропушта одређену количину светла (обично мање од 1%), па фотони могу изаћи из ласерске шупљине. На тај начин ласерски сноп садржи скуп кохерентних фотона, што јој даје велики интензитет.
Формирање ласерског снопа је један од ретких примера манифестације квантне механике у макроскопским системима: у квантној механици разликују се две врсте честица: Ферми-Диракове честице – фермиони и Бозе-Ајнштајнове честице – бозони. Фотони се понашају као бозони. Фермиони не могу бити у истом квантном стању, док бозони то могу. Штавише, што је више бозона у истом квантном стању, већа је вероватноћа да ће им се придружити још њих.

## Чврстотелни ласери
Чврстотелни ласери имају језгро направљено од кристала или аморфног материјала, често у облику цилиндра. Огледала могу бити изведена као танки сребрени филмови напарени на крајеве овог цилиндра. На тај начин он чини ласерску шупљину. Побуђивање атома од којег се састоји језгро се обично врши неким интензивним извором светла. У ту сврху се често користе ксенонске бљескалице, а у новије време ЛЕД диоде, или полупроводнички ласери, чиме се повећава енергетска ефикасност. Први ласер који је давао видљиву свјетлост је био рубински ласер, који користи језгро од рубина као извор зрачења. Рубински ласер даје црвену светлост таласне дужине 694.3 nm. Данас се често користи Nd:YAG ласер, који за језгро има итријум алуминијум гранат (YAG), допираног атомима неодијума. Nd:YAG ласер даје инфрацрвено зрачење.

## Гасни ласери
Гасни ласери имају ласерски медијум у гасовитом стању, обично се састоје од цеви испуњене гасом или смесом гасова под одређеним притиском. Крајеви цеви опремљени су огледалима како би се формирао резонатор. Побуђивање атома гаса се најчешће обавља електричним пражњењима кроз гас унутар цеви. Гасни ласери се често хладе струјањем гаса кроз цев. Најчешће кориштени гасни ласери су: He-Ne ласер (Хелијум-Неон), аргонски ласер или  ласер.

## Полупроводнички ласери
Полупроводнички ласер представља ласер малих димензија произведен од полупроводничких материјала, изведен на различитим структурама као што су квантна јама, квантна жица или квантна тачка. Најједноставнију структуру има диодни полупроводнички ласер, код кога на н-страни вишак електрона представља носиоце струје, док на п-страни превладавају шупљине које представљају недостатак електрона. Кад се на п страну примени позитиван напон, а на н-страну негативан, електрони и шупљине се крећу једни према другима. Честице се сретну у ултратанком простору који се назива квантна јама, где се врши рекомбинација електрона и шупљина при чему долази до емисије фотона. Ако су крајеви диоде уједно и високорефлектирајућа огледала долази до ласерског ефекта, емитовања истоврсних кохерентних фотона. Енергија фотона (боја свјетлости) одређена је својствима полуводичког споја, износом енергијског процепа (енгл. band-gap). Нпр. за ласере на GaAs тај енергијски процеп износи око 1,45 eV, што одговара емисији фотона таласне дужине 885 nm. Плави ласер је појам (синтагма) који означава полуводичке ласере у подручју 400-450 nm, а чије би остварење представља значајан напредак у развоју ласерских дисплеја и повећању капацитета оптичких меморија.

## Хемијски ласери
Одређене хемијске реакције могу произвести молекуле у побуђеном стању. Хемијски ласери користе такве реакције како би се постигла инверзија насељености. Пример је флуороводонични ласер који користи реакцију водоника и флуора, за производњу флуороводоника у побуђеном стању. Ласерски зрак настаје у реакциској комори, у коју стално дотичу реактанти, а продукти излазе напоље. На тај начин је постигнута инверзија насељености, јер је у реакцијској комори стално присутно више побуђених молекула од оних у основном стању. Овакви ласери могу постићи јако велику снагу у континуалном моду. Једна врста хемијских ласера користи ексцимере. Ексцимер је молекул који је стабилан само у побуђеном стању. Ласер се састоји од смесе гасова кроз које се нарине високи напон, слично као код гасних ласера. Електрична струја ствара мноштво иона и побуђених атома у ласерској шупљини, који могу реаговати и створити ексцимер. Након што ексцимер доживи ласерски прелаз, он се распада јер не може постојати у основном стању. То је и разлог инверзије насељеност у овом ласерском медијуму.

## Ласери на бојама
Ласери на бојама користе одређена органска једињења, која служе као активни ласерски медијум. Молекули, за разлику од атома имају тракаст спектар, који се састоје од много спектралних линија. Код ових једињења, енергетским нивоима се може манипулисати (електричним пољем, магнетским пољем, температуром ...). На тај начин је могуће подесити ласер за рад на одговарајућој таласној дужини. Побуда молекула се обавља помоћу неког другог ласера.

## Ласери на слободним електронима
Ласери на слободним електронима користе сноп релативистичких електрона који пролази кроз магнетско поље које наизменично мења смер дуж пута електрона. У нормалним околностима, релативистички електрони, који пролазе кроз магнетско поље емитују синхротронско зрачење. Код ласера са слободним електронима, пут који електрони пролазе између наизменично постављених магнета се ставља у ласерску шупљину, тако да фотони, који су ухваћени између огледала, изазивају стимулисану емисију слободних електрона у магнетном пољу, као и код електрона у побуђеним атомима. Ласери на слободним електронима се могу подешавати променом густине распореда магнета, јачине њиховог магнетног поља и променом енергије електрона. Тако да се могу направити и ласери на слободним електронима који раде на таласним дужинама које су недоступне класичним ласерима, јер не постоји погодан ласерски медијум који би могао произвести светлост задате таласне дужине. Могуће је направити и ласер са јако дугачком ласерском шупљином, без огледала, чији фотони онда не би требало да пролазе много пута дуж оптичког пута ласера, већ би прошли само једанпут. Такав ласер се назива суперрадијантни ласер. Данас се покушава направити суперрадијантни ласери на слободним електронима, који би радили у спектралним подручјима, у којима не постоје огледала која би то зрачење рефлектовала; нпр. у рендгенској области спектра.

## Историјат
Године 1917, Алберт Ајнштајн је поставио темеље за проналажење ласера, односно његовог предака масера, својим револуционарним извођењем из Планковог закона радијације заснованог на концепту спонтане и стимулисане емисије. Ова теорија није нашла своју примену све до пред Други светски рат. 
Године 1939. конструисана је прва негативна апсорпција са гасним смешама (Фабрикант). 1954. године Чарлс Таунс (енгл. Charles Townes) и његови студенти Џејмс Гордон и Херберт Цајгер направили су први масер, квантни генератор у микроталасном дијапазону, што је интересантно за еталоне фреквенције и времена. Таунсов масер није био способан за рад у континуалном режиму зрачења. Са чувеном тројком Николај Басов, Александар Прохоров и независно Таунс демонстрирали су рад квантног осцилатора који је радио у непрекидном режиму користећи двонивоски систем. Овај систем је постигавши непрекидну стимулисану емисију без пада на основни ниво, у ствари успео да успостави инверзију насељености. Таунс, Басов и Прохоров су поделили Нобелову награду за физику 1964. године за „фундаменталан допринос на пољу квантне електронике, који је довео до конструисања осцилатора и појачавача заснованог на ласер-масер принципу“. 
Године 1957. Чарлс Таунс и Артур Леонард Шаулоу који су тада радили у Беловим лабораторијама, започињу низ испитивања на инфрацрвеном масеру. Како се идеја развијала, рад на инфрацрвеним фреквенцијама бива напуштен, и уместо тага се преусмеравају на видљив део спектра. Концепт је изворно назван „оптички масер“. Истраживачи из Белове лабораторије су касније поднели патентну пријаву за овај нови уређај. 
Истовремено Гордон Гулд, апсолвент на Колумбија универзитету разговара са Таунсом на тему емисије и радијације. 1958. године Прохоров је предложио примену резонатора који је данас важан део ласера. Први пут назив „ласер“ помиње се у јавности у извештају Гулда из 1959. године у раду под насловом "The LASER, Light Amplification by Stimulated Emission of Radiation". Гулд је имао намеру да већ постојећем „асер“ дода суфикс, који би се користио како би се означио део спектра у коме уређај емитује светлост, па отуда ласер који емитује X зраке би био „иксасер"; ласер за рад у ултраљубичастом делу спектра би био „увасер“. Ниједан од ових предлога није постао популаран, иако се понекад „расер“ користи како би се означио ласер који емитује радио фреквенције.
У Гулдовим белешкама наведене су многе могуће примене ласера, као на пример у спектроскопији, интерферометрији, радарима и нуклеарној фузији. На ову тему је и предао патентну пријаву 1959. године. Амерички патентни завод је је 1960. године одбио његову пријаву и права доделио Беловим лабораторијама. Ово је био повод правног процеса који је трајао три деценије, а тицао се научног престижа и велике количине новца у игри. Гулд је добио први спор, део на права 1977. године, али тек за процес 1987. године можемо да кажемо да је добио значајну победу када је Федерални суд наредио влади да додели права на патент њему за оптички пумпан и ласер са гасним пражњењем.
Први функционални ласери су прорадили 1960. године, када је прорадио први Мајманов ласер на рубину (истраживачка лабораторија Хјуз, Калифорнија, САД) или први Јаванов ласер на смеши Хелијума и Неона који се појављује са све три своје карактеристичне таласне дужине (0.63μm, 1.15μm и 3.39μm). Мајман користи синтетички рубинов кристал као чврстим језгром, пумпан оптички, бљескалицом за производњу црвене ласерске светлости таласне дужине 694nm. Ипак, Мајманов ласер је био способан за рад само у импулсном режиму, на тронивоском систему. Касније те године ирански физичар Али Јаван заједно са Вилијам Бенетом и Доналд Хериотом направили су гасни ласер на хелијуму и неону. Јаван је касније добио награду Алберт Ајнштајн 1993. године.
Концепт полупроводничког ласера предложен је од стране Басова и Јавана; рад прве ласерске диоде је демонстриран од стране Роберт Хола 1962. године. Његов ласерски уређај је био конструисан од Галијум-Арсенида и емитовао је светлост таласне дужине 850nm у блиском инфрацрвеном делу спектра. Први полупроводнички ласер за рад у видљивом делу спектра био је демонстриран исте године од стране Ник Холоњака, млађег. Као и први гасни ласери ови рани полупроводнички ласери могли су да раде само у импулсном режиму, и само уз хлађење на температуру течног азота од (77 K).
Године 1970., Совјетски научник Ж. Алферов и истраживачи Изо Хајаши и Мортон Пениш из Белове телефонске лабораторије независно су демонстрирали рад првог континуалног полупроводничког ласера на собној температури, заснованих на предлогу о ласерским диодама са хетероструктуром. Прва примена ласера дугоживећег са видљивом светлошћу је била као бар-код читач у супер-маркетима, на патенту из 1974. године. Ласерски читач дискова, патентиран је 1978. године, био је први успешан потрошачки уређај који је у себи имао ласер, па је он тиме прва направа која је имала ласер, а да се нашла у домовима корисника за свакодневну употребу, од 1982. године.

## Примена
Ласери, због квалитета светлости коју производе данас имају примену у готово свим људским делатностима. Чврстотелни ласери (посебно Nd:YAG) се користе за резање, бушење и варење. Због колимираности ласерског снопа, могуће је постићи велику прецизност приликом обраде материјала, па се често користе у хирургији; нпр. могуће је ласером обрадити капилар у оку без оштећења околног ткива и било какве операције на оку. Ласерима се може лечити и кратковидост и далековидост, обрадом очног сочива. Ласерима је могуће спалити мастило на папиру, а оставити папир неоштећен.
Због своје монохроматичности, ласери су користе и за нову дефиницију метра. Метар је пре био дефинисан преко таласне дужине спектралне линије у атомском спектру криптона. Показало се да ласери имају неупоредиво оштрије спектралне линије од споменуте линије криптона, која је одабрана јер је то најоштрија позната спектрална линија у природи, а применом ласера, показало се да та линија није симетрична, па је настао проблем: који дио линије узети као дефиницију метра. Данас је метар редефинисан, па имамо дефиницију: 
Метар је дужина путање коју у вакууму пређе светлост за време од 1/(299 792 458) секунди.
Брзина свјетлости се мери помоћу ласера: ласеру се одређеном методом одреди таласна дужина и фреквенција његовог зрачења. Њихов умножак даје брзину светлости. Ласери се употребљавају за означавање положаја на неком удаљеном месту, а чак и приликом предавања предавачи показују на таблу или платно ласерским показивачима. За ту сврху се користе полупроводнички ласери, јер су релативно јефтини. Ласером је измерена удаљеност од Земље до Месеца са прецизношћу од неколико милиметара. Астронаути из једне од мисија Аполо су поставили огледало на површини Мјесеца. Истраживачи су усмерили ласер према том огледалу и мерили време потребно ласерском зраку да са површине Земље дође до огледала на површини Месеца и назад. Приликом повратка за Земљу, ласерски зрак је имало дијаметар од око 2 km, што је углавном узроковано расипањем зрака у Земљиној атмосфери. Ласери се користе за оптичко складиштење и очитавање података на различитим медијумима CD, DVD, Blue Ray. 
Ласери се користе и у ласерским штампачима. У ту сврху се користе мали полупроводнички ласери. Ласери се користе у спектроскопији, као интензивни извори монохроматичног светла. Најчешће се користе: аргонски ласер у Рамановој спектроскопији и ласери на бојама. He-Ne ласери се користе у Мајкелсоновим интерферометрима, за прецизно мерење положаја огледала. Импулсни ласери се користе за проучавање супер-брзих процеса. У фемтосекундној спектроскопији се на објекат проучавања истовремено пошаљу два ласерска зрака из импулсног ласера врло кратког импулса. Један зрак се шаље директно на узорак, а другом се повећа оптички пут за неколико центиметара користећи се згодно постављеним огледалима. Так зрак ће каснити неколико фемтосекунди, јер је светлости потребно одређено време да пријеђе тај пут. Први ласерски зрак ће узроковати реакцију у узорку, а другим се може посматрати што се у том тренутку догађа у узорку. Померањем огледала, могуће је контролисати кашњење другог ласерског зрака и на тај начин добити слику о процесу унутар узорка. На тај начин се истражују најбрже хемијске реакције у природи. Јако велики ласери се користе за истраживања материје у условима екстремног притиска и температуре. Помоћу таквих ласера могуће је провести нуклеарну фусију на малим количинама водоника. Такви ласери су најчешће чврстотелни ласери са језгром направљеном од стакла у који су стављени одређени материјали које служе као активни ласерски медијум. Исто тако, ласери су нашли своје место и у војној примени.